# بریستوو (نبراسکا)
بریستوو(به انگلیسی: Bristow) شهری در ایالت نبراسکا کشور ایالات متحده آمریکا است که جمعیت آن در سرشماری سال ۲۰۱۰ میلادی، ۶۵ نفر بوده است.